# Deutscher Verband für Bildungs- und Berufsberatung
Der Deutsche Verband für Bildungs- und Berufsberatung e. V. (dvb) ist der Fachverband für professionelle Bildungs- und Berufsberater in Deutschland. Er wurde 1956 unter dem Namen Deutsche Gesellschaft für Berufsberatung und Berufskunde (DGBB) gegründet. 1964 fusionierte die Gesellschaft mit dem Berufsverband Deutscher Berufsberater und wurde 1968 zum Deutschen Verband für Berufsberatung e. V. Der dvb ist gemeinnützig, seine aktiven Mitglieder arbeiten ehrenamtlich.

## Ziele
Ziel des Verbandes ist die „Förderung der Bildungs- und Berufsberatung als wichtige gesellschaftliche Aufgabe und als Beitrag zur Verwirklichung der Grundrechte nach Art. 2 GG (freie Entfaltung der Persönlichkeit) und Art. 12 GG (freie Wahl des Berufs, des Arbeitsplatzes und der Ausbildungsstätte),“ Aufmerksamkeit für die individuelle und gesellschaftliche Bedeutung von Beratung zu schaffen und zu verdeutlichen, wie Bildungs- und Berufsberatung einen Menschen bei Berufs- und Bildungsentscheidungen in Zeiten lebenslangen Lernens und vielfältiger Erwerbsbiografien unterstützen kann.
Der dvb setzt sich dafür ein, dass fachliche Qualität der Beratung gewährleistet wird und orientiert sich dafür an internationalen Qualitätsstandards für Beratungsdienstleistungen.
Ein weiteres Ziel stellen der Verbraucherschutz und die Unterstützung bei der Beratersuche dar.
Ebenfalls vertritt der Verband die Interessen der professionell arbeitenden Bildungs- und Berufsberater.  

## Mitgliederstruktur und Aufbau
Der dvb hat derzeit etwa 600 Mitglieder.
Der Verband gliedert sich in acht Regionalgruppen, die insbesondere der Vernetzung und Fortbildung vor Ort dienen. Zunehmend finden Fachaustausch und Reflexion in vier Fachgruppen statt:
- Fachgruppe Beratung für Akademische Bildungs- und Berufswege
- Fachgruppe Selbstständige Berater
- Fachgruppe dvb-Forschungsforum
- Fachgruppe Laufbahnberatung Zürich-Mainzer-Modell

Weitere Fachgruppen sind geplant.

## Arbeitsfelder

### Aus- und Weiterbildung
Die Organisation von Fortbildungen und Fachtagungen gehört zu den grundlegenden Dienstleistungen des Fachverbandes. Die Veranstaltungen geben Gelegenheit zur Vernetzung und zum fachlichen Austausch.

### Qualitätsentwicklung
Die Entwicklung von Qualitätskriterien und die Verständigung auf einheitliche Standards der Beratenden in Bildung, Beruf und Beschäftigung ist ein zentrales Aufgabenfeld des dvb. Neben einer verbandsinternen Qualitätsdiskussion ist der Verband am Koordinierungsprozess Beratungsqualität des Nationalen Forums Beratung in Bildung, Beruf und Beschäftigung beteiligt und steht ebenso im Austausch mit der Bundesagentur für Arbeit. Der dvb beschreibt zudem Kompetenzen und Qualifikationen von Beratern.

### Lobbyarbeit
Der Verband führt einen regelmäßigen Dialog mit Vertretern relevanter Politik- und Verwaltungsbereiche (Politische Parteien, Bundesministerien, Arbeitsverwaltung) sowie Interessengruppen (Gewerkschaften, Wirtschafts- und Arbeitgeberverbände).

### Beratungswissenschaft
Der dvb unterstützt die wissenschaftliche Weiterentwicklung und Verbreitung von Beratungstheorien und -methoden durch die Mitarbeit an Forschungsprojekten, die Herausgabe von Fachpublikationen sowie Beiträge in Fachzeitschriften und Positionspapieren.

### Verbraucherschutz
Der Verband gibt Hinweise, welche Leistungen professionelle Bildungs- und Berufsberater anbieten und welche Kompetenzen sie mitbringen, um Beratungssuchenden eine Orientierung zur Auswahl geeigneter Berater zu geben.

### Vernetzung
Vertreter des dvb beteiligen sich in den nationalen und internationalen Dachverbänden an den Weichenstellungen für ein lebensbegleitendes Beratungsangebot. Der dvb pflegt Kontakte zu Fachverbänden für Bildungs- und Berufsberatung im europäischen Raum.

### Internationale Zusammenarbeit
Der dvb pflegt seit seinen Anfängen Kontakte zu Partnerorganisationen im Ausland (u. a. Frankreich, Großbritannien, Schweden, Spanien, Polen) und trägt damit aktiv dem Austausch unter Praktikern, insbesondere im europäischen Kontext bei. Der Verband ist Mitglied im AIOSP (Association Internationale pour l'Orientation Scolaire et Professionnelle – Internationale Vereinigung für Bildungs- und Berufsberatung).

## Publikationen
- dvb-forum: Das Fachmagazin des dvb erscheint zweimal pro Jahr. Seit 2014 ist es in der digitalen Zeitschriftenbibliothek für Wissenschaft und Bildungspraxis verfügbar.
- dvb-Script: In dieser Reihe werden Vorträge der Jahrestagungen und grundlegende Artikel aus dem dvb-forum als Broschüre veröffentlicht.
- dvb-infos: Nachrichten und Informationen zur Verbandsarbeit und aus den Regional- und Fachgruppen.
- Grundsatzpapiere des dvb[4]